# Norbert Krapf
Norbert Krapf (Herisau, 3 settembre 1949) è un ex ciclista su strada svizzero, professionista tra il 1971 e il 1976, vinse un Tour du Lac Léman.

## Palmarès
- 1971

Tour du Lac Léman